# Xanten
Xanten er en by i Tyskland, nærmere bestemt i Nordrhein-Westfalen. Xanten har en femskibet romansk-gotisk domkirke (13. – 16. århundrede). Romerne grundlagde Castra Vetera I, som en militærlejr her i cirka år 15 f.Kr. Under et oprør blev denne militærlejr ødelagt, og et nyt Castra Vetera II blev bygget i år 70 efter kristus.
I 1614 blev der indgået en fred i Xanten efter stridighederne om hvem der skulle arve hertugdømmerne Jülich og Cleve
I Nibelungenlied er Xanten føde- og hjemsted for Siegfried.

## Notable personer
- ca. 1075, Norbert af Xanten (død 1134), katolsk biskop og grundlægger af Præmonstratenserordenen
- 1230, Gottfried Hagen (død 1299), skriver i Köln
- 1794, Diederich Franz Leonhard von Schlechtendal (død 1866), botaniker
- 1828, Georg Bleibtreu (død 1892), maler
- 1829, Johannes Janssen (død 1891), historiker
- 1935, Reinhart Maurer, filosof